# 한국동물분류학회
한국동물분류학회는 1984년 12월 8일 이화여자대학교 선관교수휴게실에서 김훈수 박사 외 30여 명의 동물분류학회 전공의 유지들에 의해 창립되었다. 1989년 한국과학기술단체총연합회에 가입하였고 1997년에 한국동물명집을 출간하였다. 본 학회의 학술지인 한국동물분류학회지(The Korean Journal of Systematic Zoology) 창간호가 1,2호 합병호로 1985년 11월 출간되었다. 2004년부터 한국학술진흥재단 등재지가 되었다. 이후 학술지국제화를 위하여 2012년 1월호부터 ASED(Animal Systematics, Evolution and Diversity)로 명칭을 변경하여 1년에 4호가 발행되고 있다. 학회사무실은 서울시 강남구 역삼동 635-4번지 한국과학기술연합회관 1002호에 위치하고 있다.
2024년 현재 한국동물분류학회 홈페이지 주소는 http://www.ased.or.kr이다.

## 설립 목적
동물분류학에 관한 다양한 학술활동을 통하여 국내 동물분류학 발전에 공헌하며, 한국의 생물다양성을 기록하고 진화계통학적인 위치를 밝히는데 중추적인 역할을 한다.